# Saint-Martin-ès-Vignes
Pour les articles homonymes, voir Saint-Martin.
Saint-Martin-ès-Vignes est une ancienne commune française du département de l'Aube. Elle est rattachée à la commune de Troyes depuis 1856.

## Géographie
Elle avait au territoire : la Charme, les Marots, Preize, Pouilly.

## Toponymie
Anciennes mentions : Saint Martin aux Vignes (1793), Saint-Martin (1801).

## Histoire
La seigneurie était à l'abbaye de Montiéramey, le comte Hugues de Troyes ayant fait le don de ce qu'il avait là en 1100
. Le 9 avril 1120 le vicomte de Troyes Rainaud de Montlhéry donnait ce qu'il avait à Saint-Martin.
 La ville avait une certaine prospérité qui était pour partie dut aux exemptions de droits d'octrois dont elle jouissait.

En 1789, le village était de l'intendance et de la généralité de Châlons, de l'élection et du bailliage de Troyes. En 1790 elle devint chef-lieu de canton de Troyes extra-muros, canton qui fut réuni à celui de Troyes en An IX. Elle fut réuni à Troyes par la loi du 10 juillet 1856.

## Démographie
- 1787 : 400 feux ou 1278 habitants[4].

| 1793  | 1800  | 1806  | 1821  | 1831  | 1836  | 1841  | 1846  | 1851  |
| ----- | ----- | ----- | ----- | ----- | ----- | ----- | ----- | ----- |
| 1 629 | 1 844 | 1 809 | 1 449 | 2 148 | 2 630 | 3 074 | 3 276 | 3 651 |

## Lieux et monuments
- Église Saint-Martin-ès-Vignes de Troyes.
- L'ancienne Commanderie de Saint-Antoine de Troyes.

## Personnalités liées à la commune
- Gabriel Pierre Patrice Rambourgt (1773-1848), général d'Empire y est décédé.
- Pierre-Olivier Lebasteur (1802-ca 1868), ingénieur des ponts et chaussées, domicilié pendant les travaux de canalisation de la Seine dans la commune où est né son fils Victor Lebasteur en 1842.
- Antoine Tézenas (1815-1896), militaire, homme politique, député de l'Aube, sénateur de l'Aube